# Carl Ludwig Koch
Carl Ludwig Koch (Kusel, 21 de setembro de 1778 — Nuremberg, 23 de agosto de 1857) foi um entomólogo alemão, especializado em aracnologia. Foi o responsável por classificar um grande número de espécies de aranhas, incluindo a tarântula da espécie Acanthoscurria geniculata e também a espécie Achaearanea tepidariorum.

## Biografia

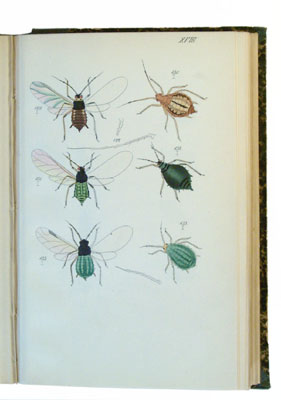
Carl Ludwig Koch

Nasceu em Kusel na Alemanha e faleceu em Nuremberg. Foi pai de Ludwig Carl Christian Koch (1825-1908), que se tornaria também um reconhecido entomólogo e aracnólogo.
A sua principal obra foi Die Arachniden (1831-1848) (16 volumes), iniciada por Carl Wilhelm Hahn (1786-1836). Koch foi o responsável pelos últimos 12 volumes. Também terminou a capítulo sobre aranhas na obra Faunae insectorum germanicae initia oder Deutschlands Insecten (Elementos de fauna entomológica da Alemanha), um trabalho elaborado por Georg Wolfgang Franz Panzer (1755-1829).
C. L. Koch ou Koch é usado nas espécies que ele descreveu. L. Koch se refere ao seu filho Ludwig Carl Christian Koch.

## Obra
- Die Pflanzenlause Aphiden : getreu nach dem Leben abgebildet und beschrieben, Nürnberg 1854
- Die Pflanzenlause Aphiden. Lotzbeck, Nürnberg 1857.
- Übersicht des Arachnidensystems. Zeh, Nürnberg 1837–50.
- Deutschlands Crustaceen, Myriapoden und Arachniden. Pustet, Regensburg 1835–44.
- Die Arachniden. Zeh, Nürnberg 1831–48.
- System der baierischen Zoologie. Nürnberg, München 1816.(Um trabalho geral sobre a zoologia da Baviera com alguma importância na taxonomia das aves).
- System der Myriapoden, mit den Verzeichnissen und Berichtigungen zu Deutschlands Crustaceen, Myriapoden, und Arachniden,  Regensburg, Pustet,1847.

## Literatura
- Roesler, Rudolf: Carl Ludwig Koch (1778-1857). in Oberpfälzer Heimat. Auflage 42, Weiden 1997/98.